# DVA
DVA je české hudební duo Báry Ungerové (*1981) a Jana Kratochvíla (*1976), kteří jsou známí taktéž z Divadla DNO. DVA vznikli roku 2006 a do širšího povědomí vstoupili po vydání úspěšné desky Fonók v září 2008, za kterou si vysloužili nominaci na cenu Anděl v kategorii alternativní hudby.
Sami DVA říkají, že hrají „tango, kabaret, cirkus, popsongy, kuchyňský beatbox, freakfolk, akustické elektro a elektrické akusto ve dvouvrstvém balení“. Své první album Fonók označují za „folklór neexistujících národů“, navazující album HU (2010) zase za „pop z neexistujících rádií“. Pro jejich hudbu jsou totiž typické texty ve vlastních vymyšlených jazycích (někdy připomínající například němčinu, maďarštinu, švédštinu,…).
S úspěchy vystupovali v mnoha evropských zemích (Polsko, Norsko, Rusko, Německo, Francie, Itálie,…). Kromě běžných koncertů (často s videodoprovodem v podání Markéty Lisé a Magdaleny Hrubé ze skupiny Midi lidi) živě doprovázejí filmy (například Kabinet doktora Caligariho) či divadla (například taneční představení Emigrantes).
Zvláště v počátcích se pro DVA stal důležitým jejich profil na komunitní síti MySpace. „Přes MySpace profil proběhla většina hraní první rok. A často nás díky profilu na MySpace osloví někdo ze zahraničí,“ říkají DVA.

## Historie

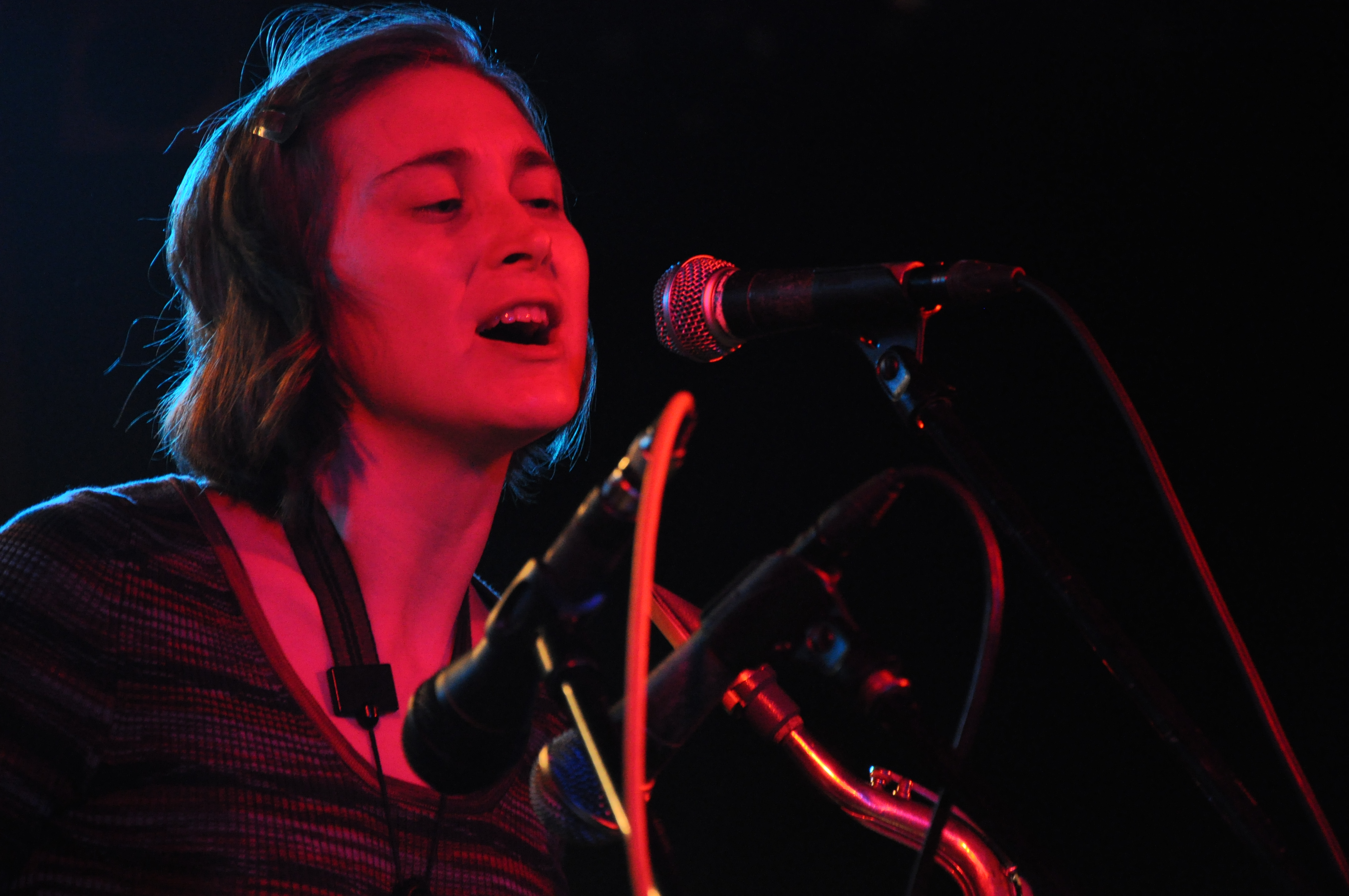
ONA (Bára Ungerová) v klubu Futurum (2009)

### 2006
Základy dua DVA byly položeny při nahrávání rozhlasové sci-fi hry Bezděčné vítězství (na motiv Isaaca Asimova) v roce 2005. DVA vznikli na jaře 2006 v Třebechovicích pod Orebem. Založili si vlastní Label HomeTable a hned vyprodukovali dvě CD-R minialba Nunovó Tango a Elektro a kusto. 26. června poprvé doprovázeli film Kabinet doktora Caligariho a 6. prosince měla premiéru hra Divadla DNO Ledové techno, tedy lapohádky, kde DVA živě hráli.

### 2007
V dubnu DVA vystupovali na petrohradském mezinárodním festivalu experimentální hudby SKIF 11 a v ruské televizi v pořadu Dámský klub (se sledovaností asi milion diváků). Vydali také soundtrack Lappop k představení Ledové techno, tedy lapohádky a desku Kapitán Demo, kompilaci většiny jejich tvorby (minialb Nunovó Tango a Elektro a kusto, Lappop, hudby k filmu Kabinet doktora Caligariho, zvonění k mobilním telefonům, atd.), kterou nabízeli na koncertech. Vystupovali v Maďarsku, Rusku, Slovensku a Rakousku.

### 2008
Projekci filmu Kabinet doktora Caligariho s hudbou kapely DVA zaštítil Projekt 100. 4. června DVA premiérově doprovázeli krátké filmy Georgese Mélièse. Na svém Labelu HomeTable vydali filmové soundtracky Mélies a Caligari. U labelu Surreal Madrid vyšel soubor Zvonění do mobilních telefonů. Vytvořili také zvuky k počítačové hře NaDraka, hudbu k animovanému filmu Magdalény Bartákové Zahrada uzavřená a znělky k festivalům Letní filmová škola 2008 a Ostrovy/Islands 08. V červenci proběhlo nahrávání prvního „klasického“ (lisovaného) alba Fonók, které vyšlo 30. září. DVA během roku hráli v Polsku, Rakousku, Slovensku, Norsku, Francii a Německu.

### 2009
8. června vyšlo album Kollektt8, obsahuje soundtracky a hudbu k různým vedlejším projektům především z roku 2008 a je volně ke stažení. DVA také nahráli po jedné písni na alba For Semafor (cover verzi písně „Vyvěste fangle“) a Neuveriteľne smutný album (remix písně „Laco nikdy neklame“). Proběhlo mnoho koncertů jak v Česku, tak jinde: na Slovensku, v Polsku, Německu, Norsku, Rakousku, Francii, Maďarsku a Itálii.

### 2010
7. ledna mělo v Divadle Archa premiéru tanečně-divadelní představení skupiny VerTeDance Emigrantes, které DVA živě hudebně doprovází. V dubnu vystupovali společně s Divadlem DNO na tropickém ostrově Réunion. Dále koncertovali, kromě Česka, na Slovensku, v Polsku, Španělsku, Maďarsku a Srbsku. V dubnu se motiv z písně „Nunovo Tango“ (album Fonók) objevil v reklamě na Deutsche Telekom. 25. září vyšlo nové, v červenci nahrané album HU. Po „folklóru neexistujících národů“ z Fonóku jde o „pop z neexistujících rádií“. DVA také složili hudbu k dokumentárním filmům Vše pro dobro světa a Nošovic (2010) Víta Klusáka a Medvědí ostrovy Martina Ryšavého (2010). Píseň Tatanc byla použita ve videoklipu pro prezentaci Palackého Univerzity.

### 2011
Za album HU získali ocenění v žánrových cenách Anděl v kategorii alternativní hudba.

### 2012
V tomto roce vytvořili soundtrack k počítačové hře Botanicula (2012) Jaromír Plachého ze studia Amanita Design. Za něj také získali cenu Excellence in Audio Award na Festivalu nezávislých her v San Francisku za nejlepší hudbu ke hře (tzv. „herní Oscar“). Hudebně také doprovodili inscenaci Simulante Bande taneční skupiny VerTeDance. Rovněž hojně koncertovali a v tomto roce uspořádali turné po Spojených státech amerických, Rumunsku a Rakousku.

### 2023
DVA začali připravovat materiál pro nové album Piri Piri, které vyjde 13. září 2024 společně s následujícím turné. Součástí desky je také singl a videoklip k písni Kung Fu.

## Členové skupiny
- ONA (Bára Ungerová)[13] – zpěv, saxofon, klarinety, megafon, hračky
- ON (Jan Kratochvíl)[13] – kytara, banjo, beatbox, zpěv, smyčky (looping), radiosampling
- 2M (Magdalena Hrubá a Markéta Lisá) – meotar VJing

## Galerie

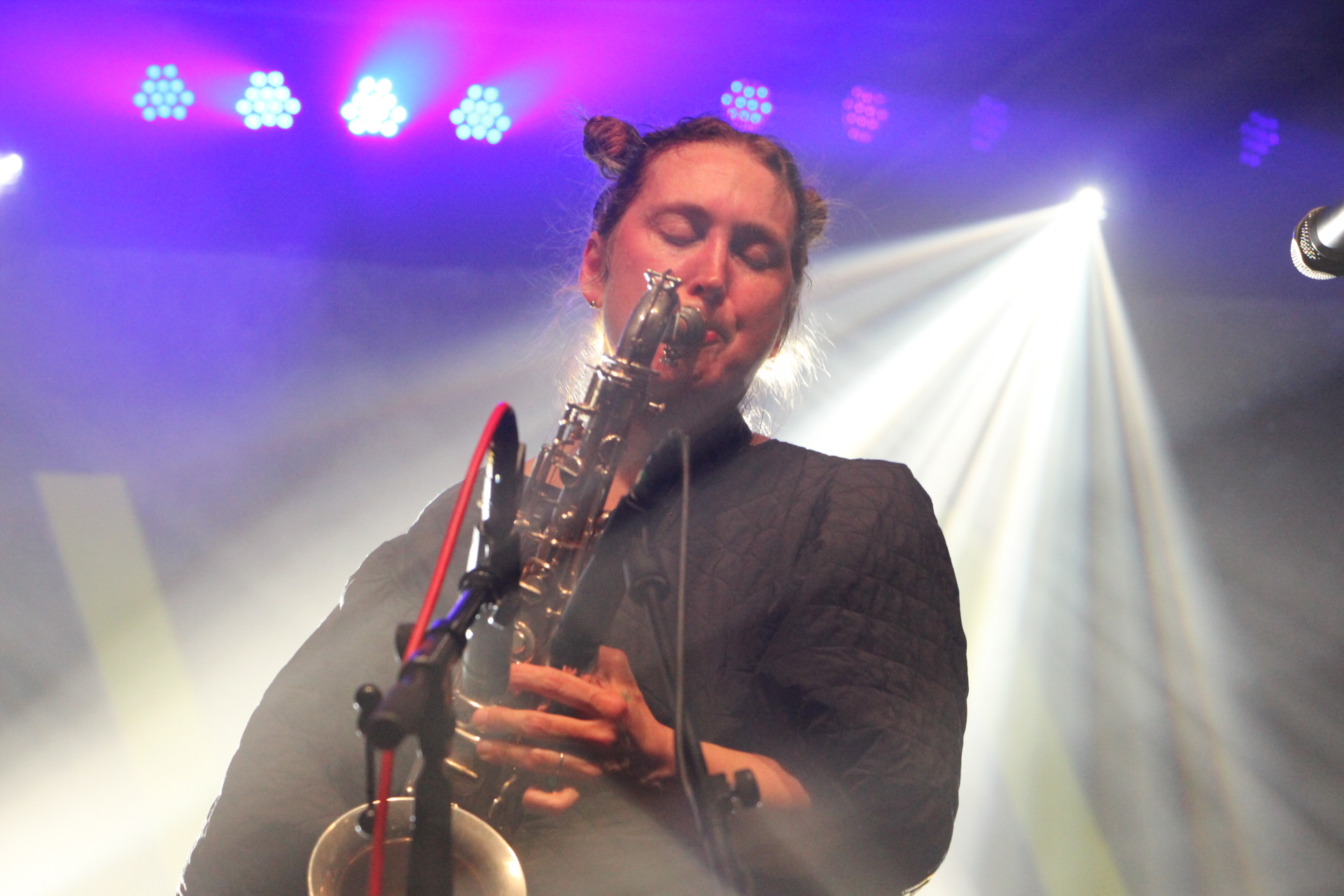
Barbora Ungerová, březen 2024
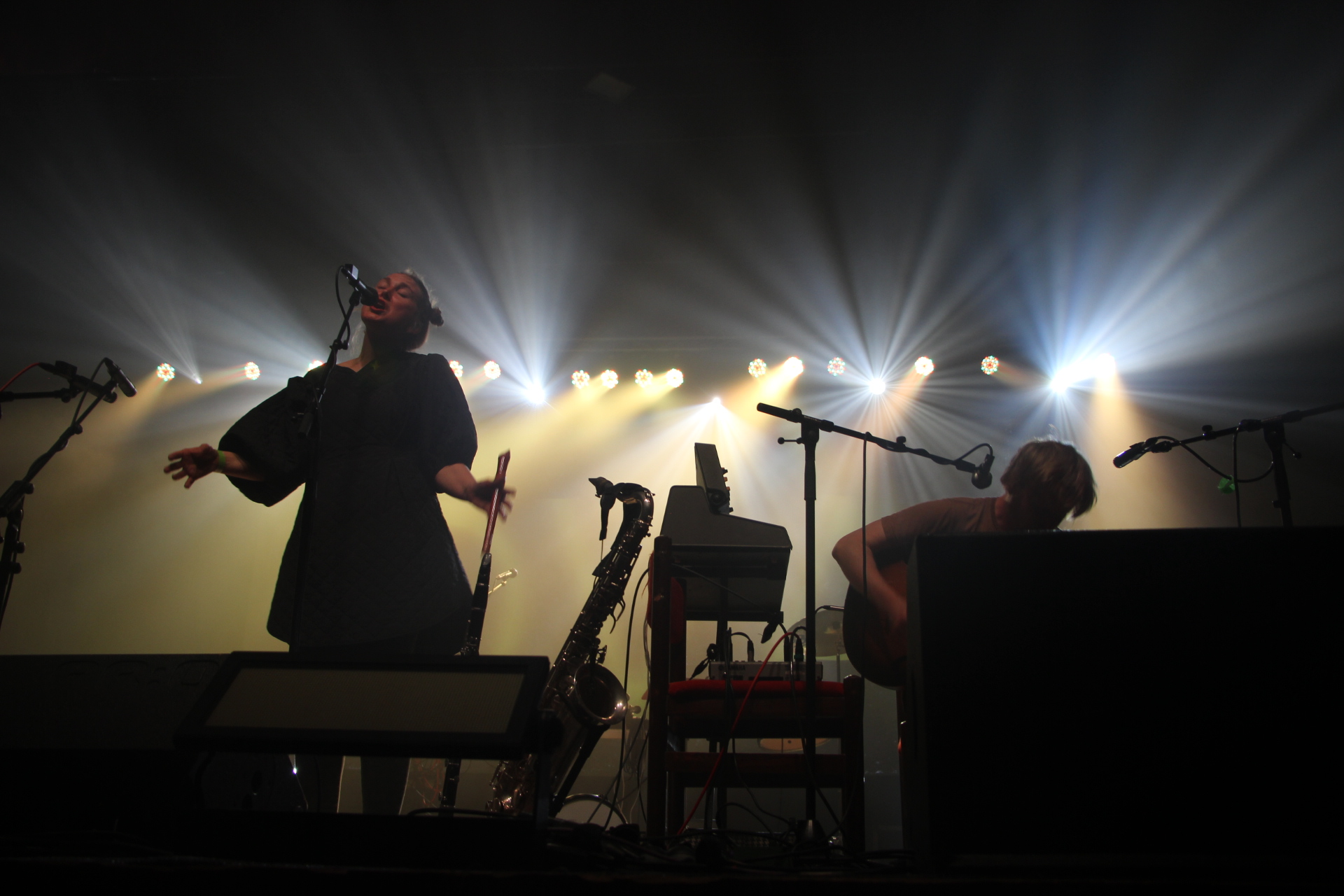
Kapela na koncertu na festivalu Mladá kamera Uničov 2024
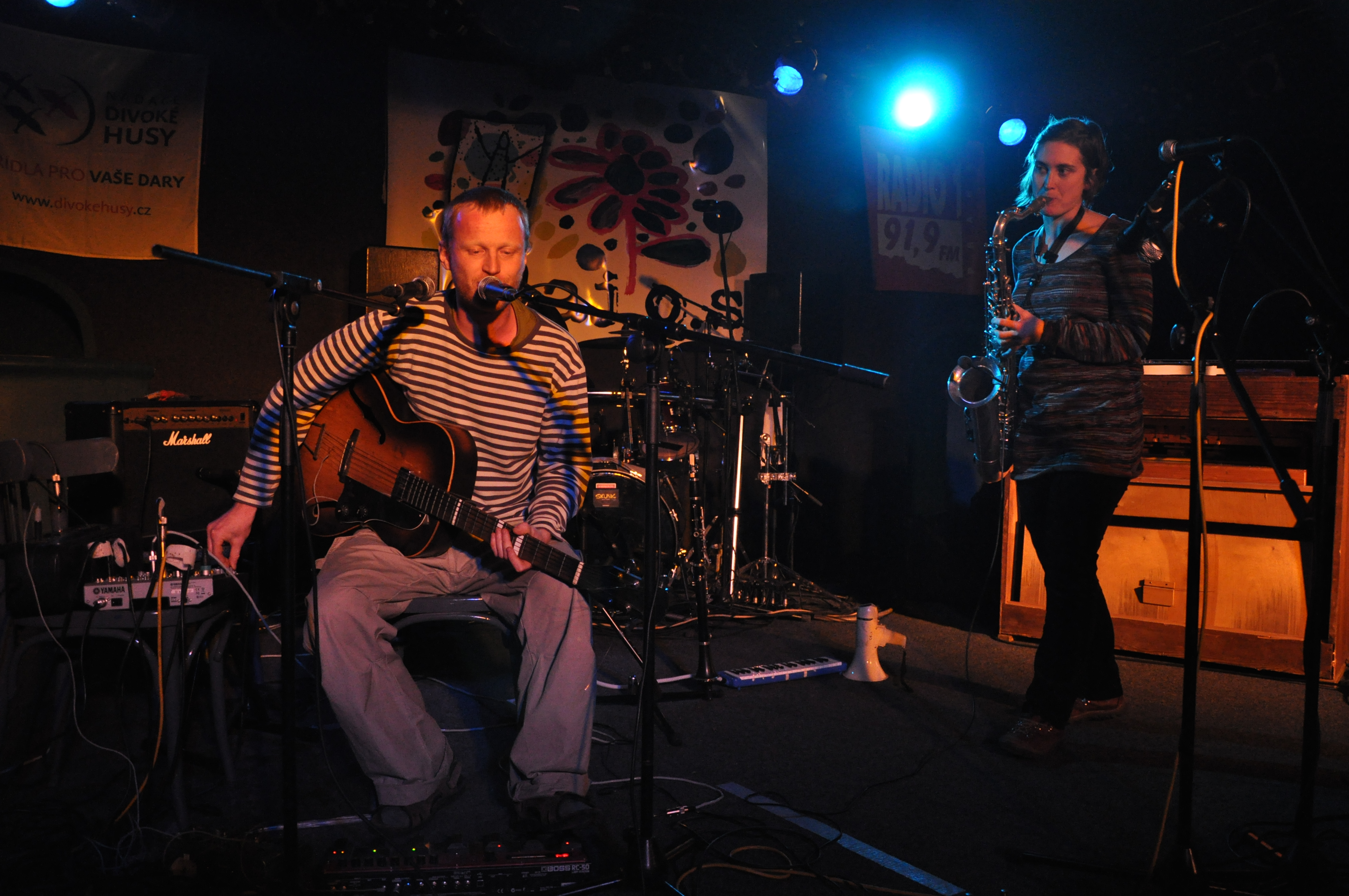
DVA na koncertu v klubu Futurum 2009
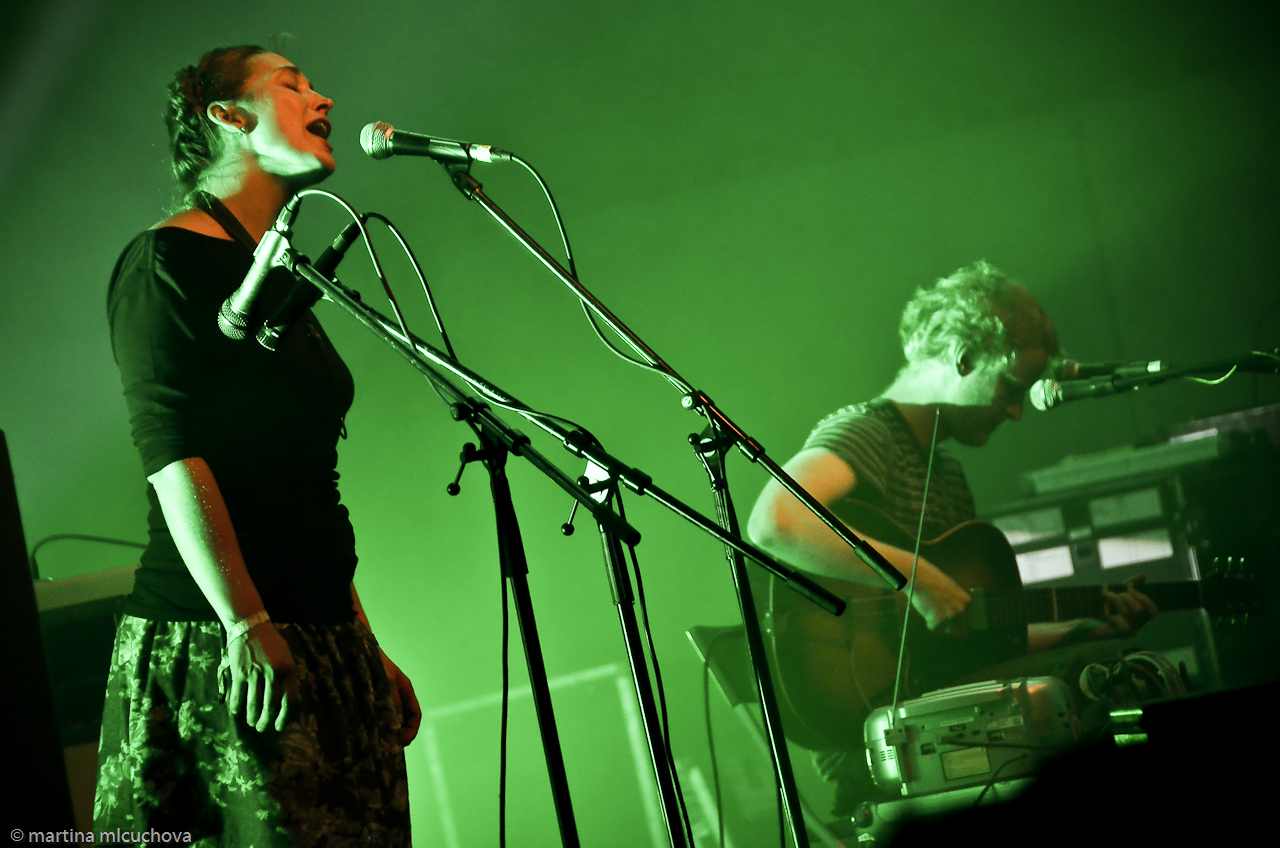
Kapela DVA
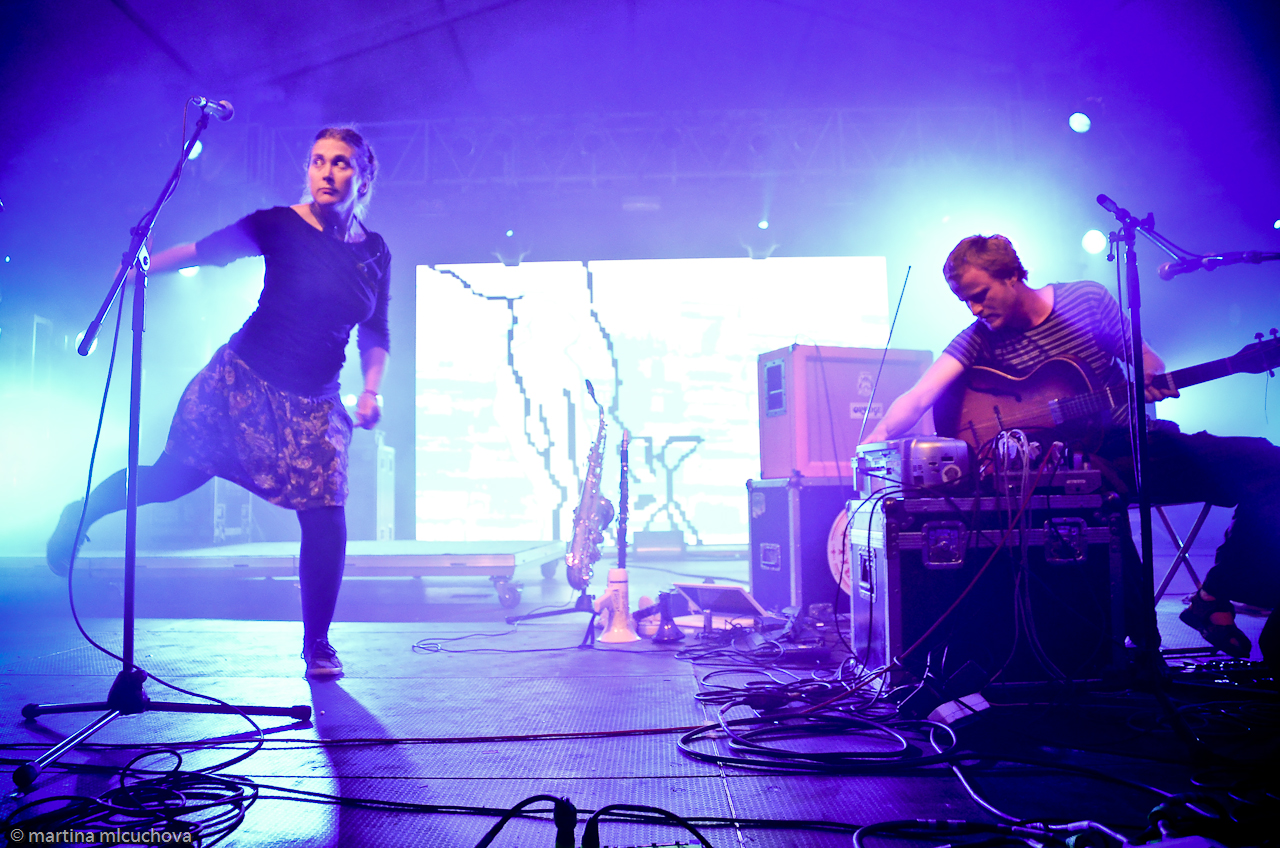
Tatanc
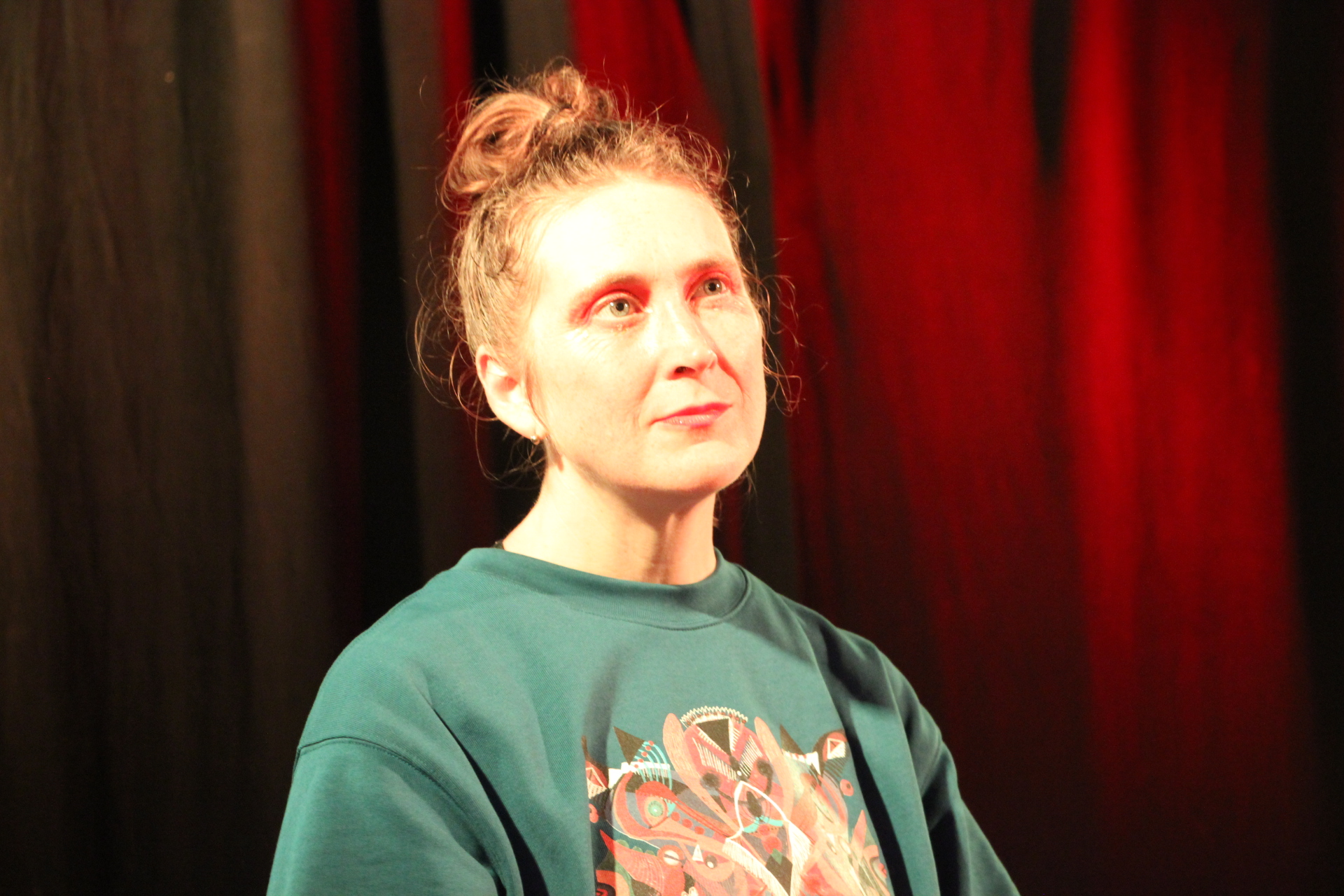
Barbora Ungerová
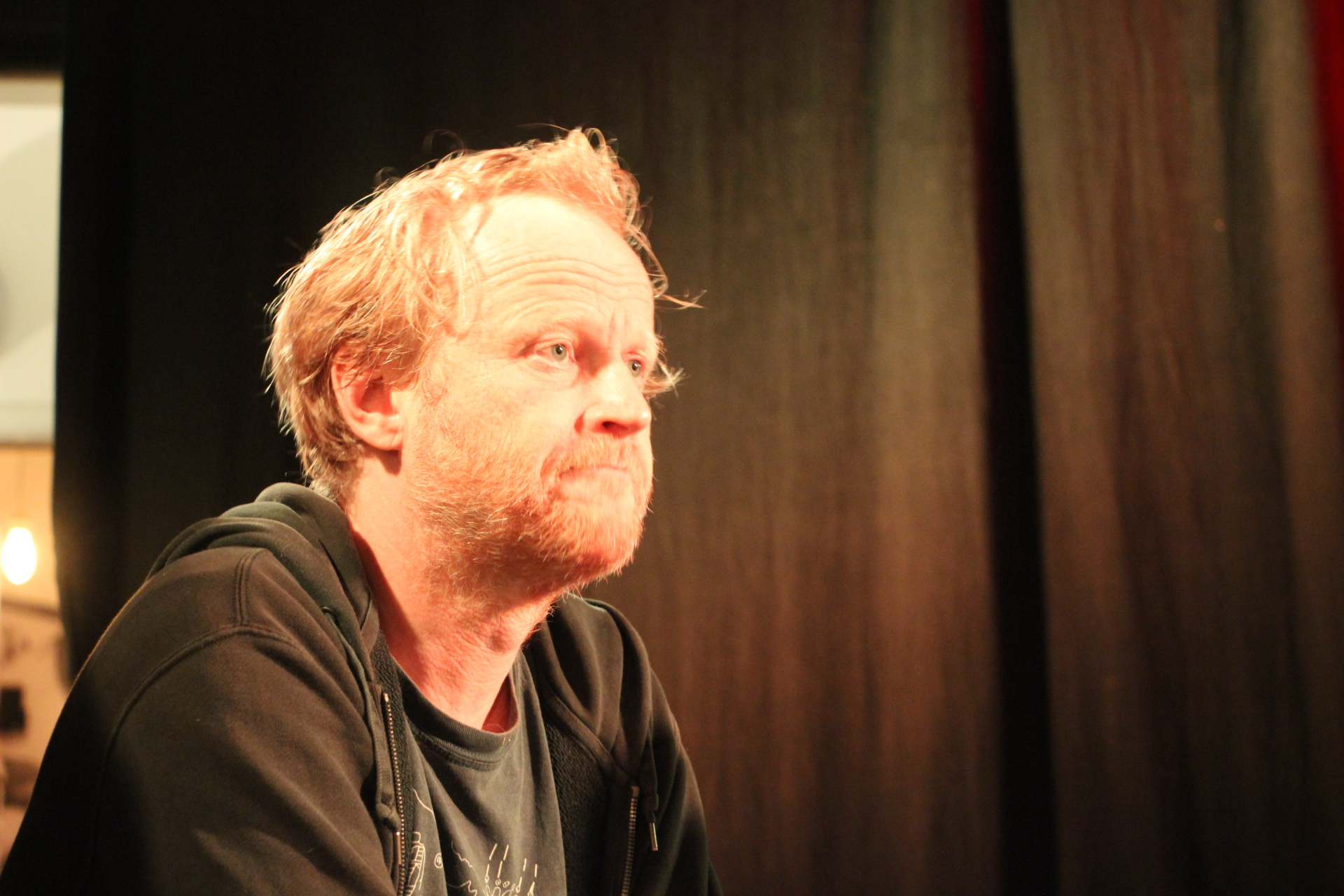
Jan Kratochvíl
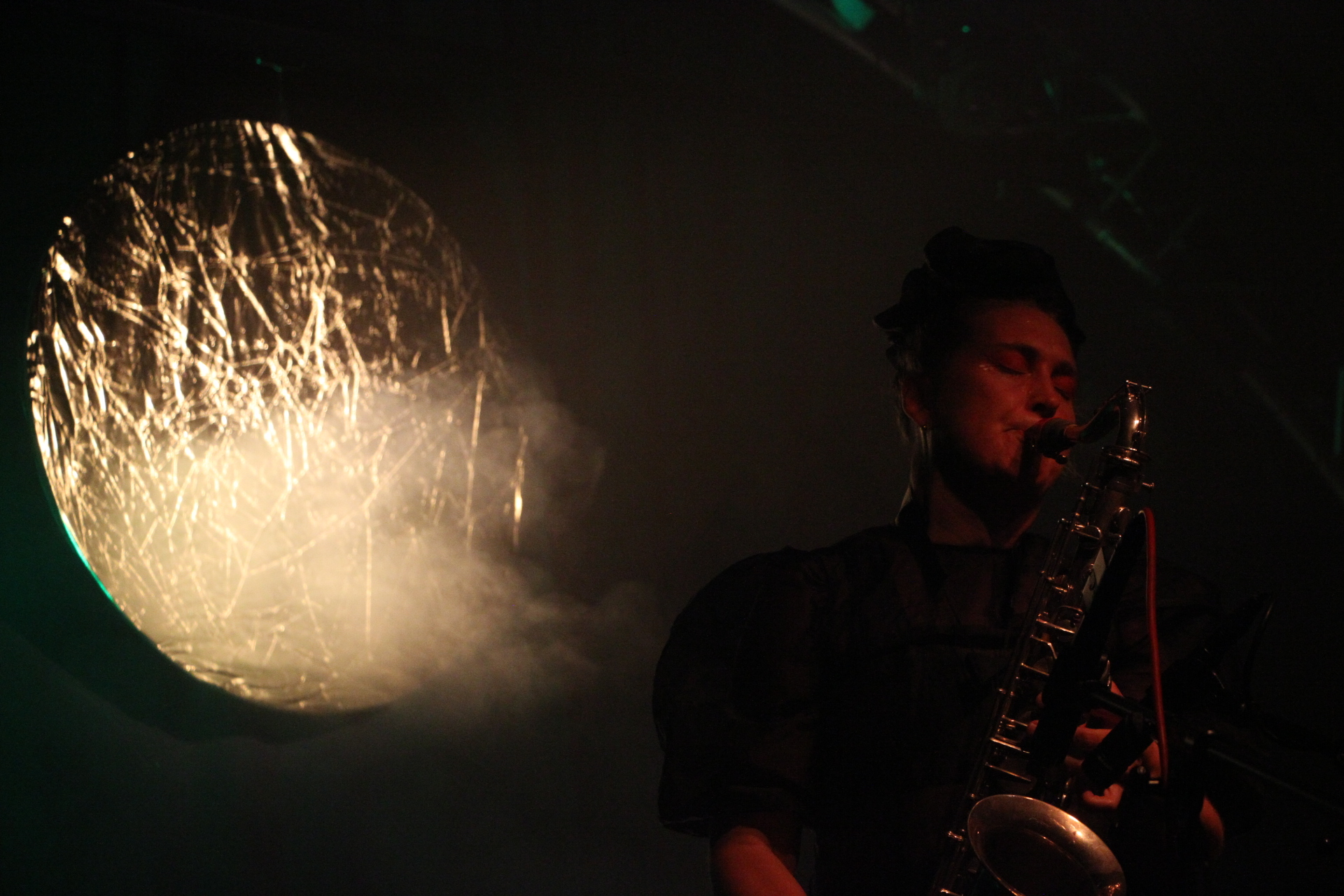
Koncert v Jazz Tibet Clubu v Olomouci, 2024
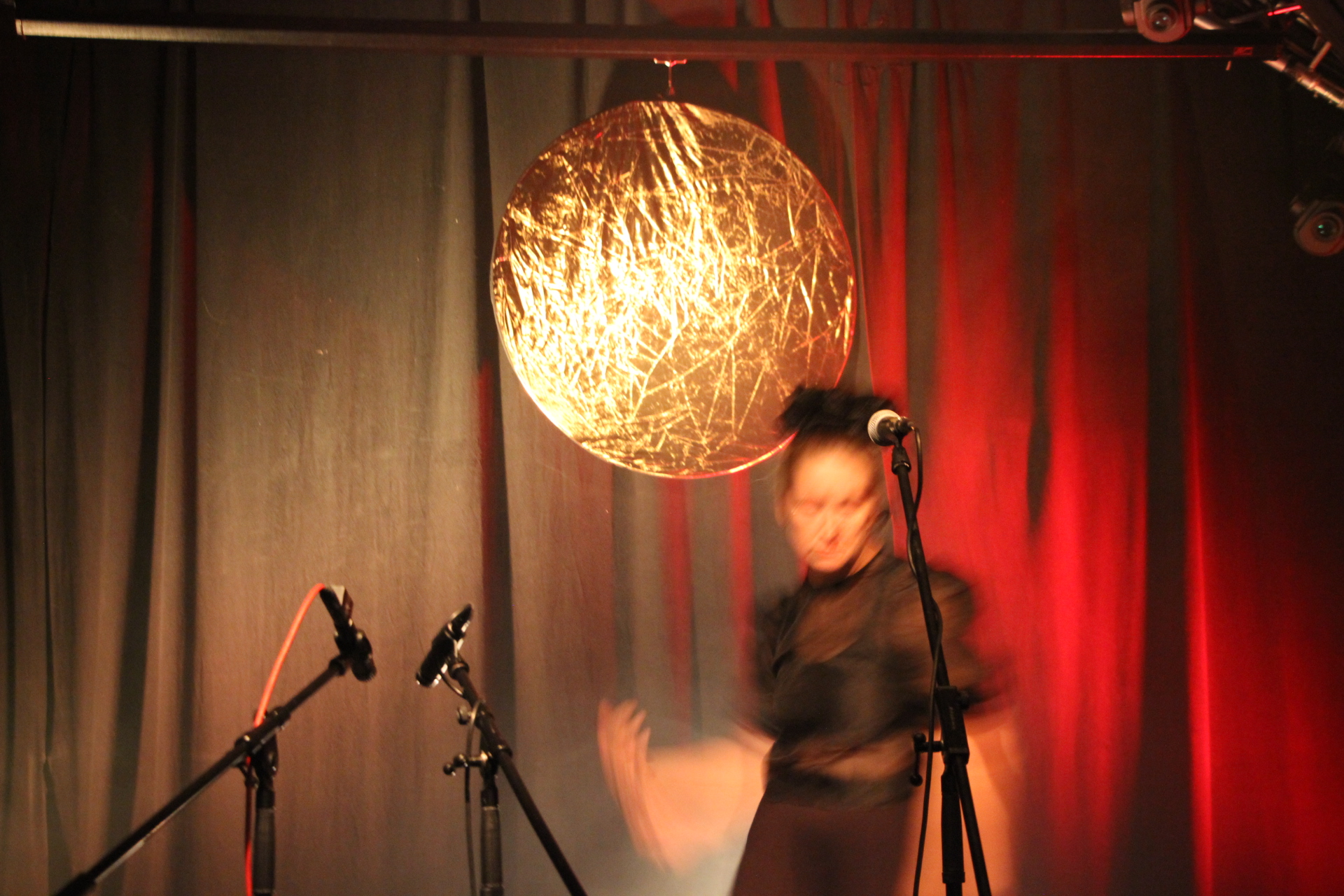
Koncert v Jazz Tibet Clubu v Olomouci, 2024

## Diskografie
- 2006: Bezděčné vítězství – rozhlasová sci-fi hra
- 2007: Kapitán Demo (Label HomeTable, CD) – kompilace minialb Nunovó Tango a Elektro a kusto z předešlého roku; album posloužilo jako základ pro pozdější Fonók
- 2007: Lappop (Label HomeTable, CD) – soundtrack k představení divadla DNO Ledové techno, tedy lapohádky
- 2008: Zvonění do mobilních telefonů (Surreal Madrid, MP3) – pod svobodnou licencí Creative Commons volně ke stažení zde
- 2008: Mélies (Label HomeTable, CD) – soundtrack ke krátkým filmům Georgese Mélièse
- 2008: Caligari (Label HomeTable, CD, MP3) – soundtrack k filmu Kabinet doktora Caligariho
- 2008: Fonók (Indies Scope, CD, MP3) – první klasické album
- 2009: Kollektt8 (Label HomeTable, CD, MP3) – kompilace Lappop, Mélies a dalšího
- 2010: HU (Indies Scope, CD, MP3, LP) – druhé klasické album
- 2012: Botanicula Soundtrack - hudba k počítačové hře Botanicula (Bumbumsatori! CD, MP3 / Minority records LP)
- 2014: NIPOMO (Label HomeTable / Northern Spy, CD, MP3, LP, Audiokazeta)
- 2018: Cherries On Air (Chuchel Soundtrack)
- 2024: Piri Piri (Bumbum Satori, CD, MP3, LP)

### Účast
- 2009: For Semafor (Klíče, CD) – album cover verzí písní Jiřího Suchého a Jiřího Šlitra; píseň „Tingl Tanglik“ (v originále „Vyvěste fangle“)
- 2009: Neuveriteľne smutný album (Deadred / Starcastic, CD) – autoři Peťo Tázok & Karaoke Tundra; remix písně „Laco nikdy neklame“
- 2015: Hommage à Jiří Bulis, píseň Běh života

### Další projekty
- 2007: Zahrada uzavřena – animovaný film na motivy: Píseň písní, režie: Magdaléna Bartáková.
- 2007: NaDraka – hudba a ruchy k počítačové hře.
- 2008: Letní filmová škola – hudba pro festivalovou znělku.
- 2008: Ostrovy/Islands – hudba pro znělku multi žánrového festivalu v Pardubicích.
- 2008: VŠUP – hudba ke znělce ateliéru animace na Vysoká škola uměleckoprůmyslová v Praze, režie: Jaromír Plachý.
- 2009: Nunovó tango – animovaný klip k stejnojmenné písní z alba Fonók, režie: Jaromír Plachý.
- 2009: Anifilm – hudba k znělce stejnojmenného mezinárodního festivalu animovaných filmů v Třeboni, režie: Jaromír Plachý.
- 2010: Vše pro dobro světa a Nošovic – hudba k dokumentárnímu filmu, režie: Vít Klusák.
- 2010: Tropikal animal – klip k stejnojmenné písní z alba Hu, režie: Kuba František Růžička.
- 2012: Simulante Bande – hudba k představení taneční skupiny VerTeDance, choreografie: Veronika Kotlíková, Tereza Ondrová.

## Label HomeTable
Label HomeTable založili DVA v roce 2006 jako své vlastní „kuchyňské“ vydavatelství. Plánují vydávat i desky cizích kapel (podmínkou je nahrávat doma, ne ve studiu), zatím však vydali jen své vlastní. Na rok 2010 jsou plánovány i cizí tituly.